# Eristalis dubia
Eristalis dubia är en tvåvingeart som beskrevs av Macquart 1834. Eristalis dubia ingår i släktet slamflugor, och familjen blomflugor. Inga underarter finns listade i Catalogue of Life.